# 櫛引郡

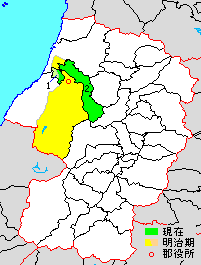
概ね同区域に設置された山形県東田川郡の位置

櫛引郡（くしびきぐん）は、出羽国にあった郡。

## 概要
櫛挽郡と表記されることもあった。戦国時代から1664年（寛文4年）まで出羽国に存在した郡。庄内地方は戦国時代になると大泉荘地頭出身の大宝寺武藤氏が全域を領国化していた。それに伴って大宝寺氏の私的な呼称として櫛引郡の名称が発生し、戦国時代末期までにはそれが一般的となり、1590年（天正18年）及び1595年（文禄4年）の太閤検地を経て郡域と石高が確定し公式に認められるようになったものとされている。大宝寺氏は19代義勝の時に一揆扇動の咎を受けて改易されたが、櫛引郡の名称はその後もしばらく残った。その郡域は1878年（明治11年）に成立した東田川郡にほぼ相当し、現在の鶴岡市の一部（旧櫛引町、旧藤島町、旧羽黒町、旧朝日村）、庄内町、三川町、酒田市の最上川以南を含むものであったとされている。
寛文4年（1664年）、幕命により櫛引郡は廃止となり、郡域は田川郡に包括となった。